# Tjulpan Chamatova
Tjulpan Nailevna Chamatova (ryska Чулпан Наилевна Хаматова), född 1 oktober 1975 i Kazan i Tatarstan i dåvarande Sovjet, är en rysk skådespelare. Hon har bland annat spelat rollen som Lara i Good Bye, Lenin! liksom i Aleksandr Prosjkins filmatisering av Doktor Zjivago för TV från 2005.

## Filmografi (i urval)
- Good Bye, Lenin!
- England!
- Rozjdestvenskaja misterija
- Luna Papa
- Gretjeskije kanikuly
- Midsummer Madness